# Булонський Ліс
Було́нський Ліс — ландшафтний парк у Франції, на околиці Парижа, уздовж західного кордону шістнадцятого округу близько передмістя Булонь-Білланкур. Створений у середині 19 століття на основі лісового масиву. У північній частині Булонського лісу знаходиться «Ботанічний сад», парк розваг із звіринцем та атракціонами. Парк займає площу 846 га. Традиційне місце відпочинку парижан, у вечірній час перетворюється на один з найвідоміших кварталів червоних ліхтарів.

## Історичні дані
Булонський ліс є залишком колишнього дубового лісу комуни Рувре, перша згадка про який датується 717 роком у хартії міста Комп'єнь. Король Хільдерік II подарував ці землі абатству Сен-Дені, яке мало у цих лісах декілька монастирів. Згодом Філіп Август викупив більшу частину земель у ченців абатства і створив на них королівський мисливський заповідник. У 1256 році королева Ізабелла Французька, сестра Людовика Святого, побудувала тут абатство Лоншан.
Під час Столітньої війни ліс Рувре став притулком грабіжників, а у 1416-1417 роках війська герцога бургундського спалили частину лісу. За Людовіка XI територію знову засадили деревами і проклали дві дороги. У 1526 році король Франциск I побудував на території лісу замок і Булонський ліс став його улюбленим місцем відпочинку та святкувань. Попри це, у лісі продовжували переховуватися грабіжники та звідти робили наскоки на мандрівників у його околицях. За королів Генріха II і Генріха III мисливські угіддя обнесли стінами з вісьмома воротами. Колишня дружина Генриха IV Маргарита де Валуа після розлучення усамітнилася тут у замку. У листопаді 1783 року з території побудованого тут замку винахідник Пілатр де Розьє і маркіз д'Арланд успішно здійснили перший політ на повітряній кулі, побудованій братами Монгольф'є.
1852 року Наполеон III створив на місці лісу парк на кошти, отримані від продажу земельних ділянок у північній околиці лісу. Під керівництвом барона Жоржа Османа у парку був розбудований ландшафт з гаїв з грабів, буків, лип, кедрів, каштанів, в'язів і навіть морозостійких екзотичних дерев, таких як секвоя. Деякі нововведення були зроблені під впливом лондонського Гайд-парку. Всі алеї парку мають звивисту форму, за винятком алеї королеви Маргарити і Авеню Лоншан. У Булонському лісі було прокладено 35 км пішохідних доріг, 8 км велосипедних доріжок і 29 км доріжок для верхової їзди. У 1855–1858 роках на рівнині Лоншан був побудований також іподром Лоншан.
1929 року Булонський ліс офіційно приєднали до 16 округу Парижа. Разом із Венсенським лісом він вважається частиною Парижа, тому що розташований на державній землі, хоча тут ніхто не проживає крім кураторів та лісників. 1945 року у парку проходили перші після Другої Світової війни автогонки на Кубок Парижа.

Bois de Boulogne